# Präsident der Europäischen Kommission

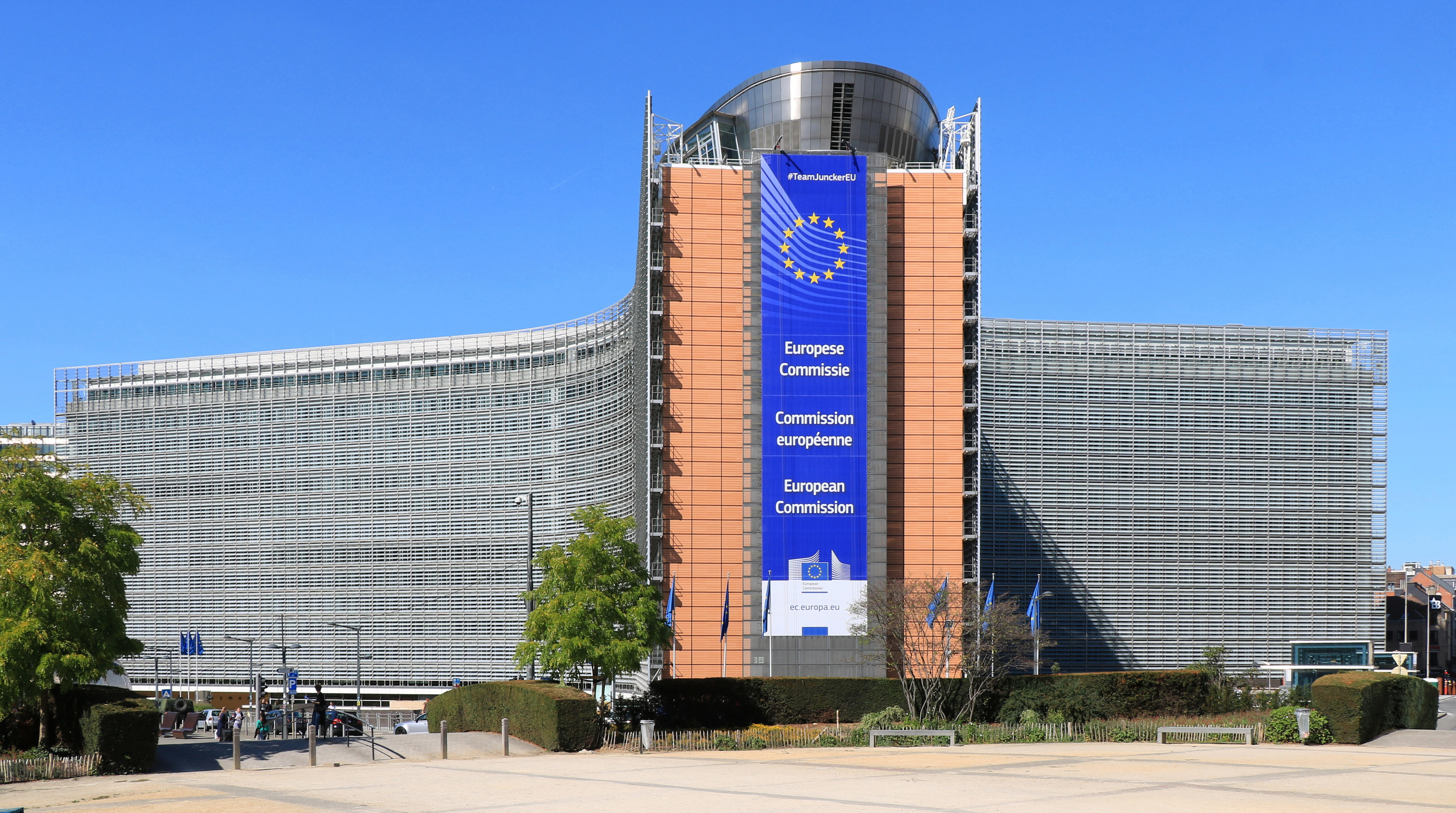
Hauptquartier der Europäischen Kommission in Brüssel (Berlaymont-Gebäude).

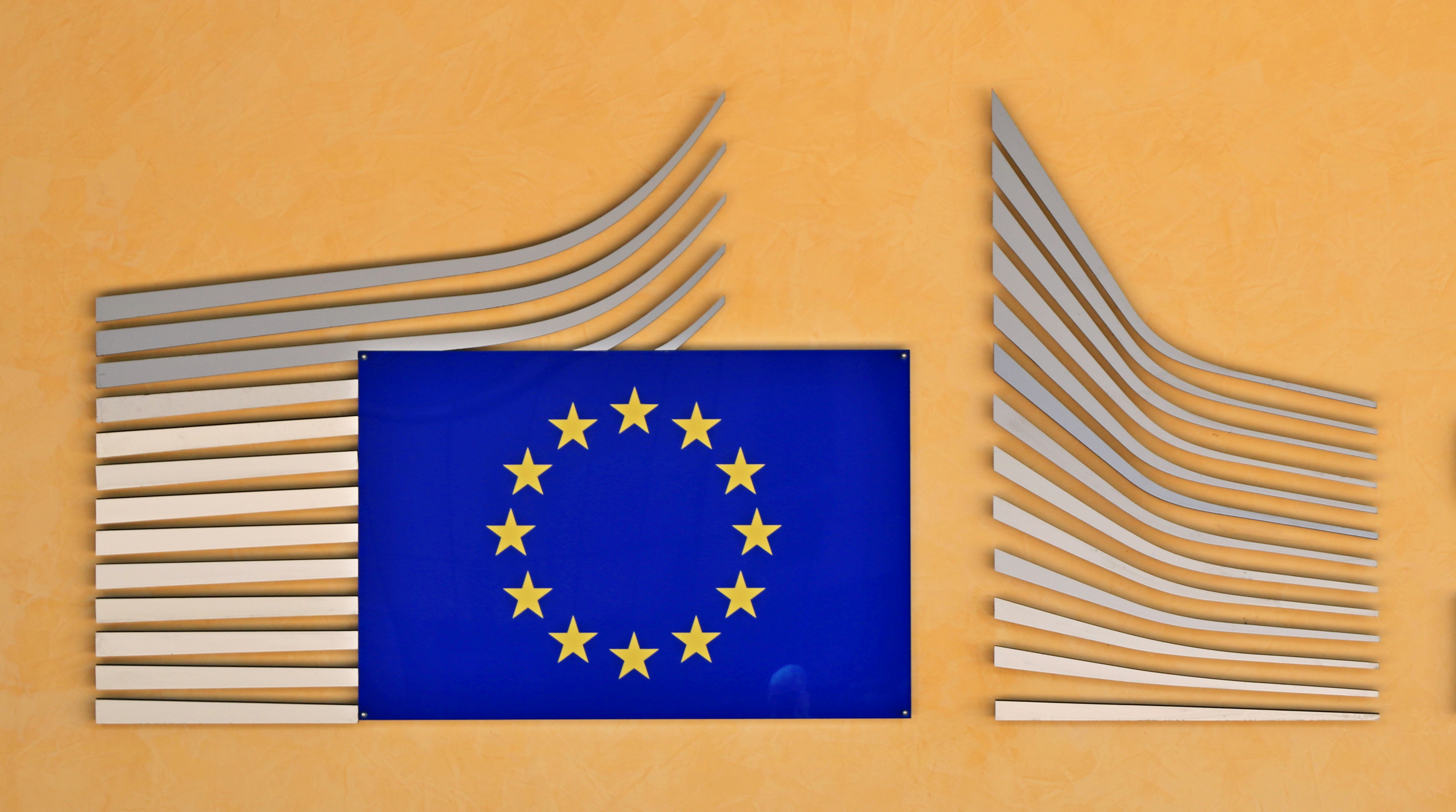
Das Logo der Europäischen Kommission am Eingang zum Berlaymont-Gebäude (stilisierte Anspielung auf das Gebäude).

Der Präsident der Europäischen Kommission ist Vorsitzender der Europäischen Kommission. Er wird vom Europäischen Rat nominiert und durch das Europäische Parlament für fünf Jahre gewählt. Er gibt die Leitlinien der Kommissionsarbeit vor und soll für eine effektive und kollegiale Arbeitsorganisation der Kommission sorgen. Die Funktion des Oberhaupts der Exekutive ist mit der eines Regierungschefs auf nationaler Ebene zu vergleichen. Derzeitige Amtsinhaberin ist Ursula von der Leyen.

## Aufgaben
Im Rahmen seiner organisatorischen Befugnisse leitet der Kommissionspräsident die Arbeit der Kommission und beruft die Sitzungen des Kollegiums ein. Nach Art. 17 Abs. 6 EU-Vertrag legt er „die Leitlinien fest, nach denen die Kommission ihre Aufgaben ausübt“; er hat also eine Richtlinienkompetenz. Zudem entscheidet er über die Zuständigkeitsbereiche der Kommissionsmitglieder, die er auch während der Amtszeit neu zuordnen kann, und ernennt die Vizepräsidenten der Kommission. Zudem kann er auch einzelne Mitglieder der Kommission entlassen.
Gewisse Einschränkungen hat der Kommissionspräsident in der Ausübung seiner Befugnisse gegenüber dem Hohen Vertreter der Union für Außen- und Sicherheitspolitik. Obwohl auch dieser ein Mitglied der Kommission und damit der Richtlinienkompetenz des Präsidenten unterstellt ist, kann der Präsident dem Hohen Vertreter kein anderes Ressort zuweisen; außerdem ist der Hohe Vertreter grundsätzlich einer der Vizepräsidenten der Kommission. Der Kommissionspräsident hat allerdings die Möglichkeit, den Hohen Vertreter ebenso wie andere Kommissionsmitglieder zu entlassen.
Anders als nationale Regierungschefs, die meistens selbst die Kompetenz haben, die Minister ihrer Regierung zu ernennen, hat der Kommissionspräsident bei der Auswahl der Kommissionsmitglieder nur begrenzte Befugnisse. Vielmehr ist die Anzahl der Kommissionsmitglieder grundsätzlich auf einen Kommissar pro Land festgelegt. Der Hohe Vertreter für Außen- und Sicherheitspolitik wird vom Europäischen Rat nominiert; die anderen Kommissionsmitglieder werden von den nationalen Regierungen der Mitgliedstaaten vorgeschlagen und vom Rat der Europäischen Union mit qualifizierter Mehrheit nominiert. Der Kommissionspräsident kann zwar der Ernennung eines Kommissionsmitglieds widersprechen, normalerweise werden die Vorschläge der Regierungen jedoch ohne Weiteres übernommen. Die Kommissare entstammen daher meistens denjenigen Parteien, die in ihrem jeweiligen Land die Regierung bilden. Nach der Nominierung der Kommission muss diese vom Europäischen Parlament bestätigt werden.
Der Europäische Rat legt zugleich unter Zustimmung des Kommissionspräsidenten fest, welcher der Kommissare das Amt des Hohen Vertreters für Außen- und Sicherheitspolitik übernehmen soll; dieser ist zugleich einer der Vizepräsidenten der Kommission. Die übrigen Ressorts kann der Kommissionspräsident nach der Nominierung der Kandidaten selbständig verteilen, außerdem kann er weitere Vizepräsidenten unter den Kommissaren ernennen. Zuschnitt und Verteilung der Ressorts kann der Kommissionspräsident auch später jederzeit wieder verändern.
Nach der Nominierung befragt das neu gewählte Europäische Parlament die Kandidaten ausführlich und gibt eine Stellungnahme ab, bei der es die Kommission als Ganze (nicht jedoch einzelne Kommissare) annehmen oder ablehnen kann. Nach Zustimmung des Parlaments wird die Kommission vom Europäischen Rat mit qualifizierter Mehrheit ernannt.
Bei den Tagungen des Europäischen Rates, der Gruppe der führenden Industrienationen (G7) sowie bei den Sitzungen des Europäischen Parlaments wird die Europäische Kommission von ihrem Präsidenten vertreten.

## Wahl

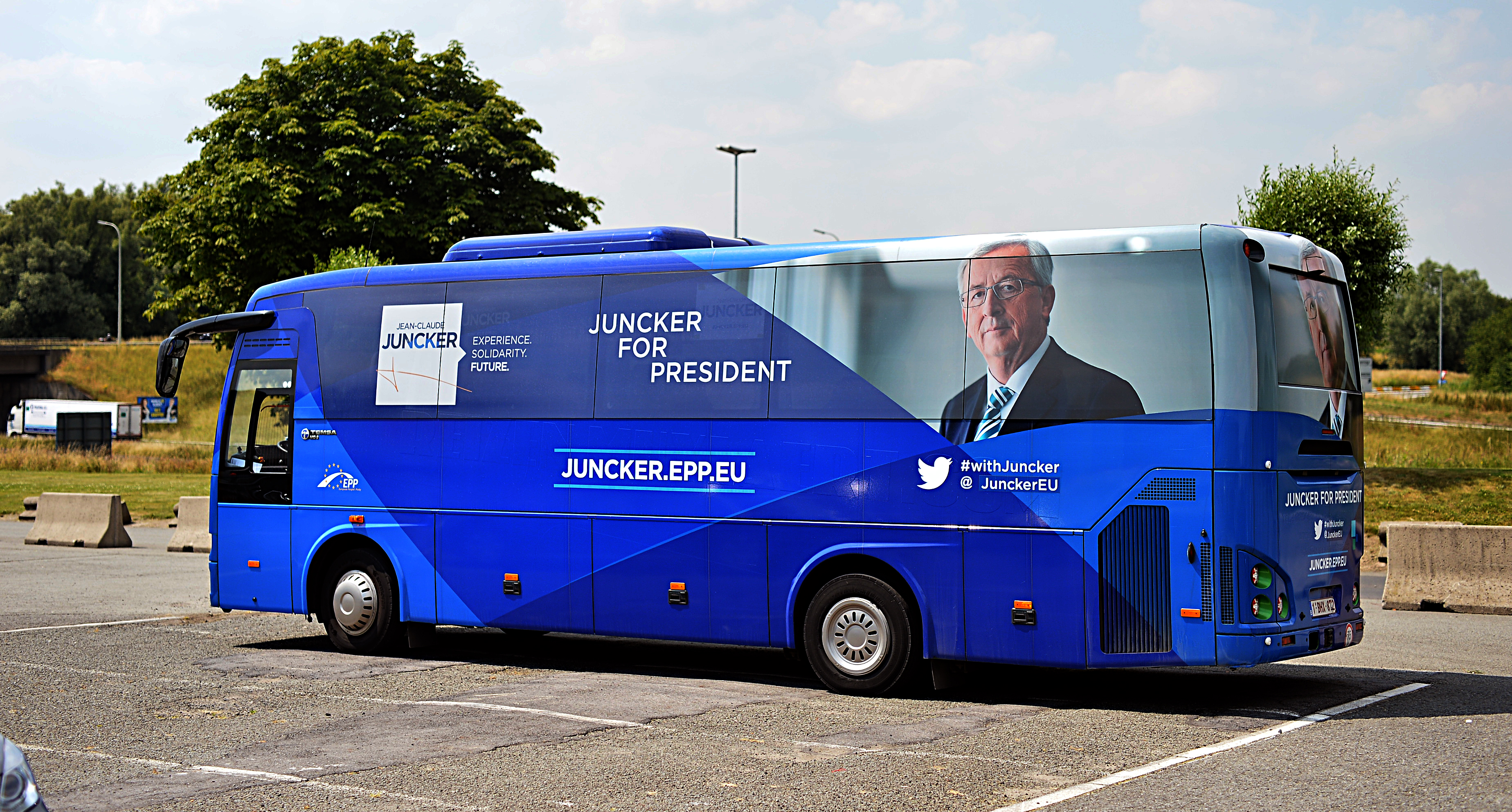
Wahlkampfbus von Jean-Claude Juncker 2014

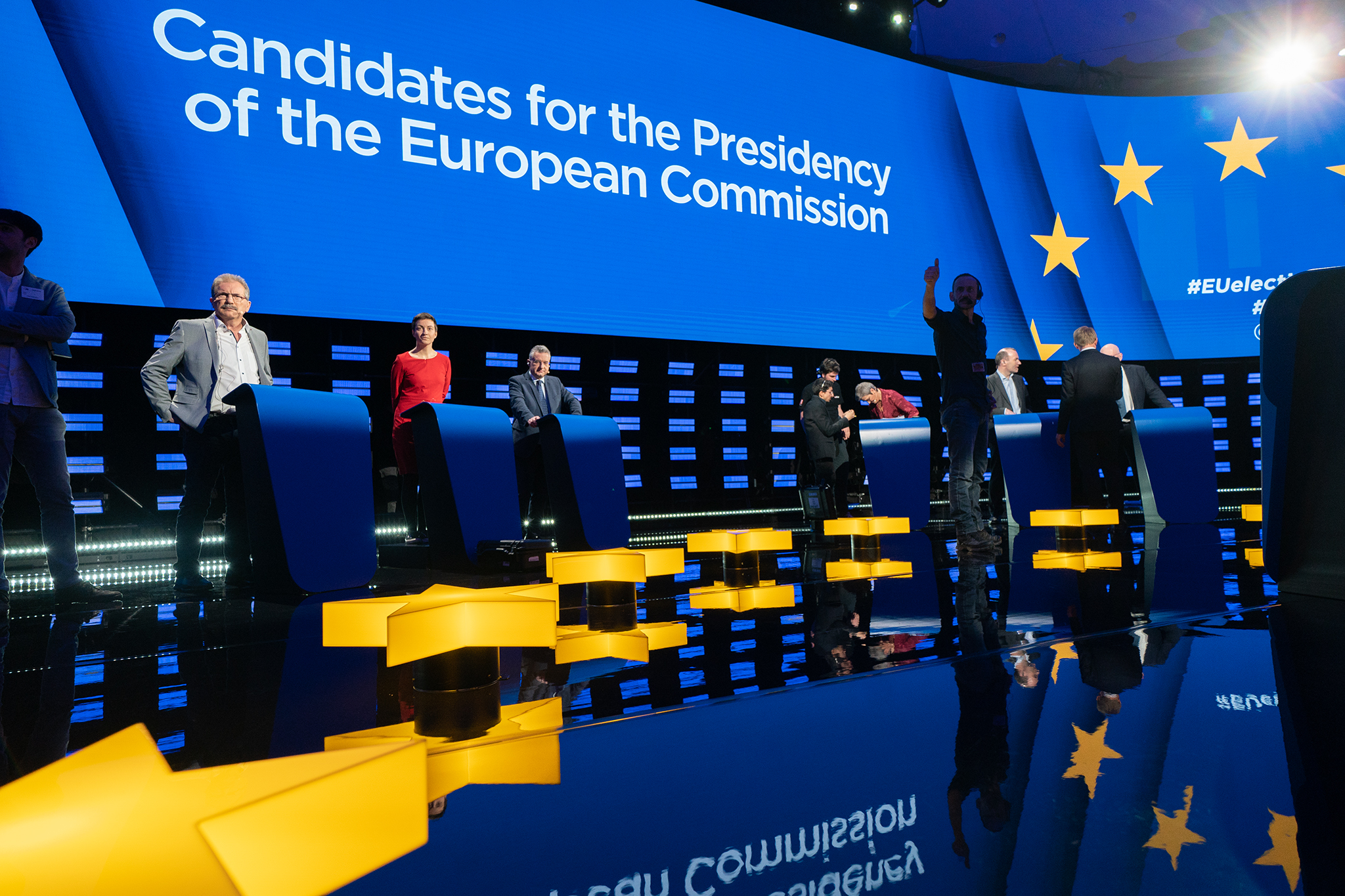
Die Spitzenkandidaten der europäischen Parteienfamilien beim TV-Duell zur Europawahl 2019 im umgebauten Straßburger Plenarsaal

Der Präsident der Europäischen Kommission wird jeweils nach der Europawahl vom Europäischen Rat mit qualifizierter Mehrheit vorgeschlagen und anschließend vom Europäischen Parlament mit absoluter Mehrheit der Mitglieder gewählt. Nach Art. 17 Abs. 7 EU-Vertrag muss der Europäische Rat hierbei das Ergebnis der Europawahl berücksichtigen. Sofern der nominierte Kandidat nicht die notwendige Mehrheit im Parlament erreicht, muss der Europäische Rat innerhalb eines Monats einen neuen Kandidaten vorschlagen, für den dasselbe Verfahren angewendet wird. Hat das Parlament dem Kandidaten zugestimmt, ist er designierter Kommissionspräsident, aber noch nicht im Amt. Nach der anschließenden Nominierung der übrigen Kommissionsmitglieder muss sich die Kommission als Ganze noch einmal einem Zustimmungsvotum des Europäischen Parlaments stellen und wird dann vom Europäischen Rat mit qualifizierter Mehrheit ernannt. Erst mit dieser Ernennung tritt der neue Kommissionspräsident sein Amt an.
Die Amtszeit des Kommissionspräsidenten entspricht den Wahlperioden des Europäischen Parlaments, in der Regel also fünf Jahre. Eine vorzeitige Entlassung des Kommissionspräsidenten ist nach Art. 234 AEU-Vertrag nur durch ein Misstrauensvotum des Europäischen Parlaments gegen die gesamte Kommission möglich. Kommt ein solches Misstrauensvotum von zwei Dritteln der Parlamentsmitglieder zusammen, muss der Präsident ebenso wie die übrigen Kommissionsmitglieder zurücktreten. Daraufhin wird eine neue Kommission ernannt, deren Amtszeit bis zu dem Zeitpunkt dauert, zu dem die Amtszeit der abgewählten Kommission gedauert hätte, d. h. bis zur Ernennung einer neuen Kommission nach der nächsten Europawahl.
Der Wahl eines Kommissionspräsidenten geht oft ein langwieriger Richtungsstreit um mögliche Kandidaten zwischen den Regierungschefs und dem Europäischen Parlament sowie Koalitionsverhandlungen zwischen den großen Europaparteien voraus. Der Europäische Rat bevorzugt zudem in der Regel eine Persönlichkeit mit eigenen Erfahrungen als Regierungschef; anders als bisher das Europäische Parlament ist der Europäische Rat aber nicht unbedingt an einer „starken“ Persönlichkeit mit ausgeprägten eigenen Vorstellungen zur Entwicklung der Union interessiert. Dadurch könnte nämlich gegebenenfalls der die Richtung bestimmende Gestaltungsanspruch der Regierungschefs im Europäischen Rat selbst in Frage gestellt werden. Im Vorfeld der Europawahl 2009 trat eine Kampagne für die Vorabnominierung der Kandidaten für das Amt des Kommissionspräsidenten durch die Europaparteien ein (siehe unten).
Bei der Europawahl 2014 stellten die meisten europäischen Parteienfamilien erstmals offizielle „Spitzenkandidaten“ auf, um den Einfluss der Wähler auf das wichtigste Amt der EU zu verdeutlichen. Interfraktionell wurde vereinbart, dass das Parlament keinen Vorschlag für die Kommissionspräsidentschaft akzeptieren würde, der nicht vorher als Spitzenkandidat angetreten ist. Dementsprechend wurde der Spitzenkandidat der stärksten Partei, Jean-Claude Juncker (EVP), zum Präsidenten gewählt. Es gab im EU-Parlament Bestrebungen, dieses Spitzenkandidaten-Prinzip im EU-Wahlrecht verbindlich festzuschreiben.
Nach der Europawahl 2019 nominierte der Europäische Rat allerdings im Widerspruch zu diesem Prinzip keinen der offiziellen Spitzenkandidaten der europäischen Parteienfamilien, da sich trotz wochenlanger Beratungen für keinen der Kandidaten eine Mehrheit abzeichnete. Obwohl die Europäische Volkspartei stärkste Fraktion geworden war, stieß ihr Spitzenkandidat Manfred Weber auf starken Gegenwind unter den Regierungschefs: Neben Ungarn und Polen (denen seine zuvor harte Linie gegen ihre rechtskonservativen Regierungen missfiel) insbesondere auch beim französischen Präsidenten Emmanuel Macron, der Weber bereits kurz nach der Wahl öffentlich als ungeeignet bezeichnet hatte: Einerseits traute Macron ihm nicht zu, seine Initiative für Europa umzusetzen, und andererseits zweifelte er an der persönlichen Eignung Webers, der nie ein Regierungsamt innegehabt hatte und auch kein Französisch spricht. Stattdessen schlug der Europäische Rat dem Europäischen Parlament schließlich Ursula von der Leyen vor, die zwar ebenfalls aus der EVP (und aus Deutschland) stammt, jedoch bei der EU-Wahl nicht kandidiert hatte. Dies wurde von einigen Kommentatoren und Fraktionen im Europäischen Parlament als demokratischer Rückschritt gewertet. Viele Abgeordnete (insbesondere aus Reihen der Grünen, aber auch der deutschen SPD) verweigerten ihr mit Hinweis auf diesen Umstand daraufhin die Unterstützung. Dennoch wurde sie nach langen Konsultationen mit den Fraktionen, in denen von der Leyen auch versprach, gemeinsam das Spitzenkandidatenprinzip überarbeitet wiederzubeleben, am 16. Juli 2019 mit knapper Mehrheit gewählt. Rückblickend werteten einige Beobachter das Ergebnis des Prozesses auch als Folge der Unfähigkeit des Europäischen Parlaments, anders als 2014 eine klare Mehrheit für einen der Spitzenkandidaten zu signalisieren. Stattdessen hatten alle großen Fraktionen bis zuletzt auf ihren eigenen Kandidaten beharrt und sich so quasi selbst aus dem Spiel genommen.

## Geschichte

### Von 1951 bis 1967

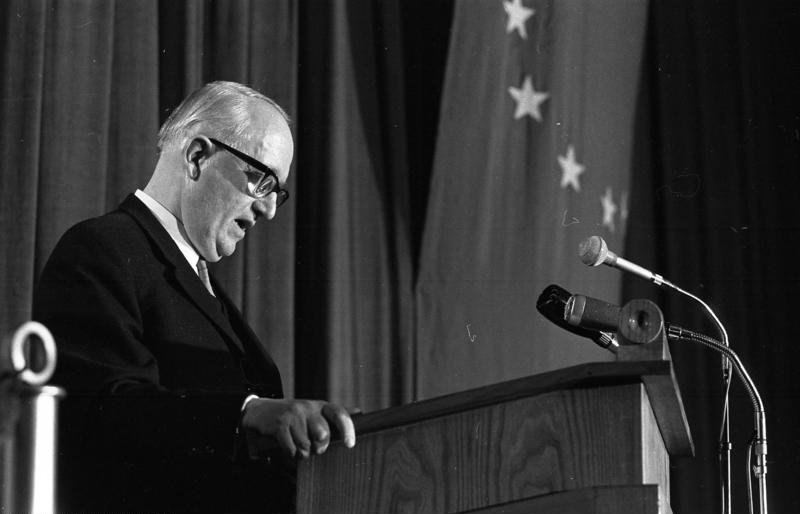
Walter Hallstein, der erste Kommissionspräsident

Das heutige Amt des Präsidenten der Europäischen Kommission geht auf das Amt des Präsidenten der drei Kommissionen zurück. Darunter fällt die Hohe Behörde der Europäischen Gemeinschaft für Kohle und Stahl (EGKS), seit 1951. Sie wurde von Anfang an als Kommission bezeichnet. Die 1958 neu gegründete Europäische Atomgemeinschaft (Euratom) und Europäische Wirtschaftsgemeinschaft (EWG) hatten jeweils eine eigene Kommission mit einem eigenen Präsidenten.
Die Befugnisse der frühen Kommissionspräsidenten unterschieden sich von denen des heutigen noch in einigen Bereichen. So war er zunächst innerhalb der Kommission lediglich Primus inter pares; er leitete die Sitzungen, hatte aber keine Richtlinienkompetenz und konnte auch die anderen Kommissionsmitglieder nicht entlassen. Entscheidungen der Kommission fielen grundsätzlich nach dem Kollegialitätsprinzip. Zudem war die Amtsdauer der Kommission und ihres Präsidenten nicht vertraglich festgelegt; stattdessen wurden sie jeweils für einen ad hoc beschlossenen Zeitraum vom Ministerrat ernannt. Das Europäische Parlament war an der Kandidatenauswahl zunächst nicht beteiligt.
Trotz ihrer formal geringeren Kompetenzen hatten die ersten Kommissionspräsidenten jedoch einen hohen Einfluss. Oft handelte es sich um prominente Persönlichkeiten, die als Vertreter des europäischen Einigungsgedankens und eines europäischen Gemeinwohls oberhalb der nationalen Interessen gesehen wurden. Erster Präsident der Hohen Behörde der EGKS war Jean Monnet, der selbst wesentlich am Schuman-Plan zur Gründung der EGKS beteiligt gewesen war. Erster Präsident der EWG-Kommission wurde Walter Hallstein, der als Vertrauter Konrad Adenauers und Staatssekretär im Auswärtigen Amt eine zentrale Rolle auf der Konferenz von Messina gespielt hatte. Mitte der 1960er-Jahre kam es jedoch zwischen dem europaföderalistisch orientierten Hallstein und dem stärker auf die Bewahrung der nationalen Souveränität bedachten französischen Präsidenten Charles de Gaulle zu Konflikten über die weitere Entwicklung der europäischen Integration. Da Hallstein in der darauffolgenden Krise des leeren Stuhls letztlich nicht die Unterstützung der übrigen Staats- und Regierungschefs fand, trat er zum 30. Juni 1967 von seinem Amt zurück.

### Von 1967 bis 1993

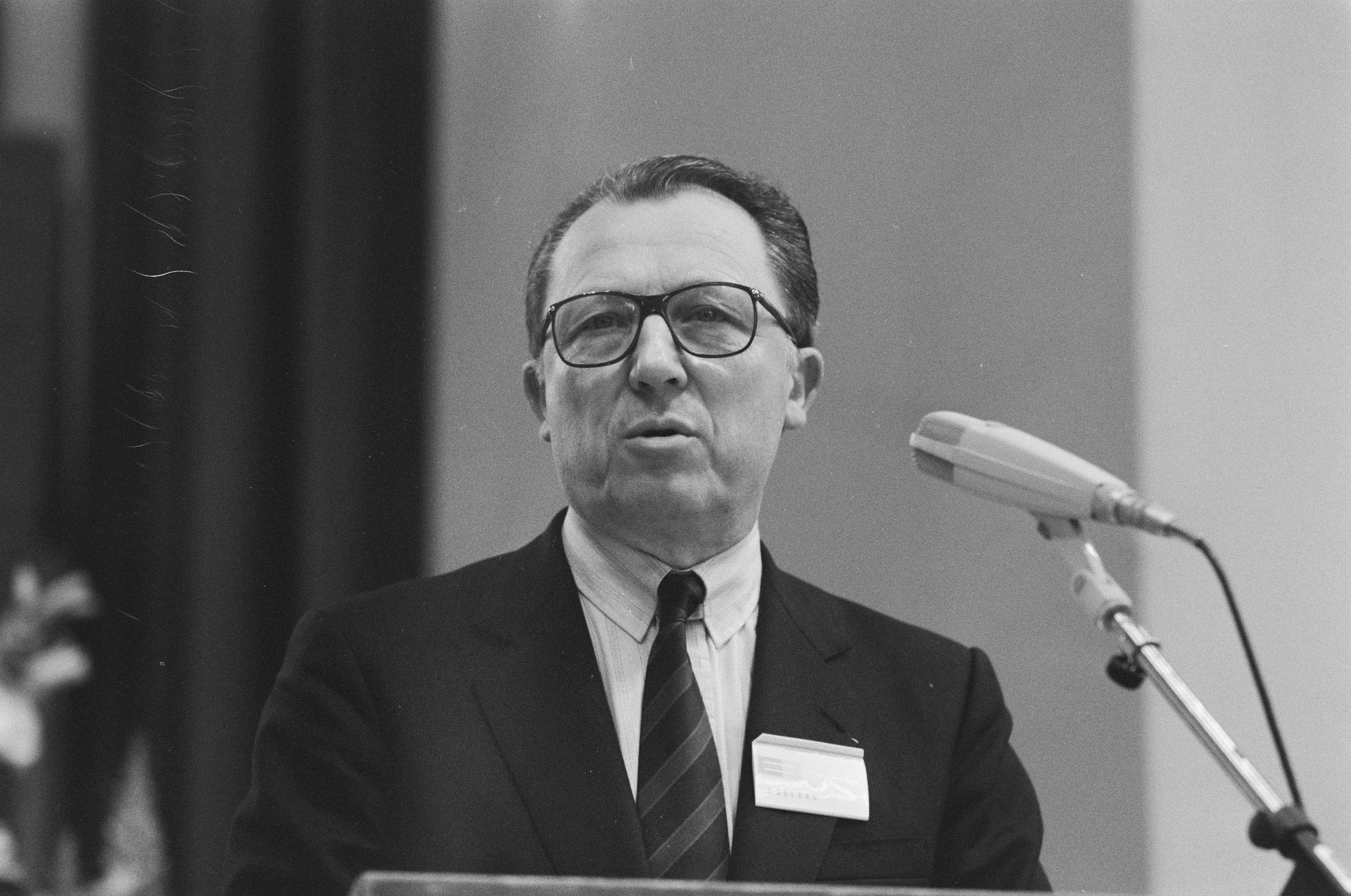
Jacques Delors prägte das Amt entscheidend

Dieser Zeitabschnitt umfasst die Kommission der Europäischen Gemeinschaften. Hallsteins Rücktritt fiel zusammen mit der Vereinigung der drei Kommissionen von EGKS, EWG und Euratom durch den Fusionsvertrag. Obwohl damit der Zuständigkeitsbereich der neuen Kommission, die nun die Bezeichnung „Kommission der Europäischen Gemeinschaften“ oder „Europäische Kommission“ annahm, und ihres Präsidenten formal erweitert wurde, ging der Einfluss der folgenden Kommissionspräsidenten eher zurück. Meist hatten sie nur recht kurze Amtszeiten; in der öffentlichen Aufmerksamkeit wurden sie durch die neu einsetzenden Gipfeltreffen der europäischen Staats- und Regierungschefs im Europäischen Rat verdrängt. Zudem bildeten die 1970er und frühen 1980er Jahre ohnehin eine Krisenphase für die europäische Integration (die sogenannte Eurosklerose). Verschiedene Initiativen von Roy Jenkins (Kommissionspräsident 1977–1981) zur Wiederbelebung der Integration etwa scheiterten am Veto Margaret Thatchers im Europäischen Rat.
Erst nach 1984 gewann die Kommission wieder eine wichtigere Rolle zurück, wobei der Kommissionspräsident Jacques Delors (1985–1995) eine zentrale Rolle einnahm. So initiierte er unter anderem das Projekt, den Europäischen Binnenmarkt bis 1993 zu vollenden und schlug den sogenannten Delors-Plan vor, der die Grundlage für die 1992 im Vertrag von Maastricht vereinbarte Europäische Wirtschafts- und Währungsunion legte.

### EU seit 1993
Durch die EU-Vertragsreformen von Amsterdam 1997 und Nizza 2001 wurden die Kompetenzen des Kommissionspräsidenten gestärkt. Er musste nun der Ernennung der übrigen Kommissionsmitglieder zustimmen, konnte selbst die Ressorts unter ihnen verteilen und sie zum Rücktritt auffordern. Zugleich wurde das Europäische Parlament nun an der Ernennung des Kommissionspräsidenten beteiligt, sodass ab der Ernennung der Kommission Prodi 1999 die Amtszeiten der Kommission mit denen des Parlaments zusammengelegt wurden.
Die auf Delors folgenden Kommissionspräsidenten konnten dessen Impulse für eine aktivere Rolle der Europäischen Kommission jedoch nicht fortsetzen. Als Nachfolger für den Franzosen Delors war 1994 (mit britischer Unterstützung) zunächst der niederländische Premier Ruud Lubbers im Gespräch (auf einen sozialistischen Politiker aus einem großen Mitgliedstaat sollte nun wieder ein Vertreter der christlich-demokratischen Parteienfamilie, zudem aus einem kleineren Mitgliedstaat folgen). Lubbers wurde jedoch bei den entsprechenden Personalberatungen im Europäischen Rat von deutscher Seite abgelehnt. Der Alternativvorschlag von Bundeskanzler Kohl, der belgische Ministerpräsident Wilfried Martens, scheiterte daraufhin u. a. am britischen Veto. Die im Europäischen Rat vertretenen Staats- und Regierungschefs einigten sich schließlich auf den Kompromisskandidaten Jacques Santer, den luxemburgischen Ministerpräsidenten.
1999 wurde nach der eher glanzlosen Amtszeit Jacques Santers, die letztlich am Korruptionsskandal um die französische Kommissarin Édith Cresson gescheitert war, der ehemalige italienische Ministerpräsident Romano Prodi zum Präsidenten der Kommission gewählt. Auch dieser sowie sein 2004 gewählter Nachfolger José Manuel Barroso (seit 2004) gelten vielfach als eher schwache Kommissionspräsidenten.
Die Bestellung des Nachfolgers von Romano Prodi 2004 war besonders interessant, weil wichtige sozialdemokratisch geführte nationale Regierungen (z. B. unter Gerhard Schröder, Tony Blair und José Luis Rodríguez Zapatero) einer deutlichen Mehrheit der konservativen Europäischen Volkspartei bei der Europawahl 2004 gegenüberstanden. Obwohl der Europäische Rat nach dem EU-Vertrag noch nicht formal zur Berücksichtigung des Wahlergebnisses verpflichtet war, galten der liberale belgische Premierminister Guy Verhofstadt sowie der sozialdemokratische EU-Außenbeauftragte Javier Solana, die vorübergehend als Kandidaten gehandelt wurden, aus parteipolitischen Gesichtspunkten als aussichtslos. Nachdem verschiedene chancenreiche, der EVP nahestehende Kandidaten (u. a. der Niederländer Jan Peter Balkenende, der Luxemburger Jean-Claude Juncker und der Österreicher Wolfgang Schüssel sowie der konservative britische Außenkommissar Chris Patten) eine Kandidatur abgelehnt hatten, schlug die in der EVP einflussreiche CDU-Vorsitzende Angela Merkel den portugiesischen Ministerpräsidenten José Manuel Barroso als Kandidaten vor, der dann schließlich die größte Zustimmung fand.
Im Vorfeld der Europawahl 2009 schließlich trat eine Kampagne für die Vorabnominierung der Kandidaten für das Amt des Kommissionspräsidenten durch die europäischen Parteien ein, um den Wählern eine sichtbare Alternative zu bieten und den „Kandidatenpoker“ nach der Wahl zu vermindern. Diese Kampagne wurde unter anderem von der Union Europäischer Föderalisten (UEF) und deren Jugendorganisation JEF unterstützt. Allerdings kündigte lediglich die EVP an, eine erneute Kandidatur Barrosos zu unterstützen; von den übrigen Parteien präsentierte keine einen Präsidentschaftskandidaten. Auf einem Parteiratstreffen der SPE wurde eine Kandidatur von Poul Nyrup Rasmussen diskutiert, sie scheiterte jedoch am Widerstand der sozialdemokratischen Regierungsparteien in Spanien, Portugal und Großbritannien, die an Barroso festhalten wollten. Erst nach der Wahl geriet die vom Europäischen Rat vorgeschlagene Wiederwahl Barrosos in heftige Kritik vor allem der grünen und der sozialdemokratischen, aber auch der liberalen Fraktion im Europäischen Parlament. Sie brachten nun alternative Kandidaten wie Guy Verhofstadt in die Diskussion, allerdings ohne dass sich dafür eine Mehrheit abzeichnete. Nach Zugeständnissen Barrosos an Sozialdemokraten und Liberale wurde er letztlich im September 2009 vom Europäischen Parlament bestätigt.
Durch den Vertrag von Lissabon – der 2009 in Kraft trat und die Inhalte des gescheiterten EU-Verfassungsvertrags aufgriff – erhielt der Kommissionspräsident die Richtlinienkompetenz innerhalb der Kommission. In den Verhandlungen im Europäischen Konvent 2002/03 war zudem über den Vorschlag diskutiert worden, dass der Kommissionspräsident zum „Präsidenten der Europäischen Union“ werden und zugleich Vorsitzender der Kommission und des Europäischen Rates sein sollte (der sogenannte „große Doppelhut“). Dieser Vorschlag war jedoch letztlich fallen gelassen und stattdessen das neue Amt des Präsidenten des Europäischen Rates eingeführt worden. Dies wurde häufig als eine symbolische Schwächung des Kommissionspräsidenten verstanden, da dieser nun – anders als in der Frühphase des Integrationsprozesses – nicht mehr das einzige prominente „Gesicht“ der Europäischen Union sein würde. Im November 2009 wurde Herman van Rompuy zum ersten Ratspräsidenten ernannt und trat damit neben Kommissionspräsident Barroso. Der EU-Vertrag schließt jedoch nicht ausdrücklich aus, dass in Zukunft die Ämter des Kommissions- und Ratspräsidenten in Personalunion von derselben Person ausgeübt werden könnten, falls der Europäische Rat dies beschließt.

### Liste der Präsidenten
Präsidenten der Hohen Behörde der Europäischen Gemeinschaft für Kohle und Stahl:
| Nr. | Name             | Beginn der Amtszeit | Ende der Amtszeit  | Heimatstaat | Partei | Politische Richtung |
| --- | ---------------- | ------------------- | ------------------ | ----------- | ------ | ------------------- |
| 1   | Jean Monnet      | 10. August 1952     | 3. Juni 1955       | Frankreich  | –      | –                   |
| 2   | René Mayer       | 3. Juni 1955        | 13. Januar 1958    | Frankreich  | SFIO   | sozialistisch       |
| 3   | Paul Finet       | 13. Januar 1958     | 15. September 1959 | Belgien     | –      | gewerkschaftsnah    |
| 4   | Piero Malvestiti | 15. September 1959  | 22. Oktober 1963   | Italien     | DC     | christdemokratisch  |
| 5   | Dino Del Bo      | 22. Oktober 1963    | 28. Februar 1967   | Italien     | DC     | christdemokratisch  |
| 6   | Albert Coppé     | 1. März 1967        | 30. Juni 1967      | Belgien     | CVP    | christdemokratisch  |

Präsidenten der Kommission der Europäischen Atomgemeinschaft:
| Nr. | Name            | Beginn der Amtszeit | Ende der Amtszeit | Heimatstaat | Partei | Politische Richtung |
| --- | --------------- | ------------------- | ----------------- | ----------- | ------ | ------------------- |
| 1   | Louis Armand    | 7. Januar 1958      | 2. Februar 1959   | Frankreich  | –      | –                   |
| 2   | Étienne Hirsch  | 2. Februar 1959     | 10. Januar 1962   | Frankreich  | –      | –                   |
| 3   | Pierre Chatenet | 10. Januar 1962     | 30. Juni 1967     | Frankreich  | UNR    | konservativ         |

Präsidenten der Kommission der Europäischen Wirtschaftsgemeinschaft:
| Nr. | Name             | Beginn der Amtszeit | Ende der Amtszeit | Heimatstaat    | Partei | Politische Richtung |
| --- | ---------------- | ------------------- | ----------------- | -------------- | ------ | ------------------- |
| 1   | Walter Hallstein | 10. Januar 1958     | 30. Juni 1967     | BR Deutschland | CDU    | christdemokratisch  |

Präsidenten der (fusionierten) Kommission der Europäischen Gemeinschaften bzw. der Europäischen Union (Europäische Kommission):
| Nr. | Name                   | Beginn der Amtszeit | Ende der Amtszeit  | Heimatstaat            | Partei        | Politische Richtung / europäische Partei |
| --- | ---------------------- | ------------------- | ------------------ | ---------------------- | ------------- | ---------------------------------------- |
| 1   | Jean Rey               | 6. Juli 1967        | 30. Juni 1970      | Belgien                | PRL           | liberal                                  |
| 2   | Franco Maria Malfatti  | 1. Juli 1970        | 21. März 1972      | Italien                | DC            | christdemokratisch                       |
| 3   | Sicco Mansholt         | 22. März 1972       | 5. Januar 1973     | Niederlande            | PvdA          | sozialdemokratisch                       |
| 4   | François-Xavier Ortoli | 6. Januar 1973      | 5. Januar 1977     | Frankreich             | UDR           | konservativ                              |
| 5   | Roy Jenkins            | 6. Januar 1977      | 5. Januar 1981     | Vereinigtes Königreich | Labour        | SPE                                      |
| 6   | Gaston Thorn           | 6. Januar 1981      | 5. Januar 1985     | Luxemburg              | DP            | ELDR                                     |
| 7   | Jacques Delors         | 6. Januar 1985      | 22. Januar 1995    | Frankreich             | PS            | SPE                                      |
| 8   | Jacques Santer         | 23. Januar 1995     | 15. März 1999      | Luxemburg              | CSV           | EVP                                      |
| 9   | Manuel Marín           | 16. März 1999       | 15. September 1999 | Spanien                | PSOE          | SPE                                      |
| 10  | Romano Prodi           | 16. September 1999  | 21. November 2004  | Italien                | La Margherita | EDP                                      |
| 11  | José Manuel Barroso    | 22. November 2004   | 31. Oktober 2014   | Portugal               | PSD           | EVP                                      |
| 12  | Jean-Claude Juncker    | 1. November 2014    | 30. November 2019  | Luxemburg              | CSV           | EVP                                      |
| 13  | Ursula von der Leyen   | 1. Dezember 2019    | amtierend          | Deutschland            | CDU           | EVP                                      |